# The Arcanum
The Arcanum è il quarto album in studio della band Melodic death metal tedesca Suidakra.

## Tracce
1. Wartunes – 4:51
2. To Rest In Silence – 5:34
3. Dragonbreed – 3:59
4. Rise Of Taliesin – 4:50
5. Last Fortress – 4:06
6. Gates Of Nevermore – 4:16
7. Serenade To A Dream – 2:39
8. The Arcane Spell – 4:51
9. The One Piece Puzzle (Skyclad Cover) – 5:15

## Formazione
- Arkadius Antonik – chitarre, voce death, tastiere
- Marcel Schoenen – chitarre, voce
- F.T. - basso elettrico
- Stefan Möller – batteria
- Daniela Voigt - tastiere